# Contraofensiva del este de Ucrania de 2022
La contraofensiva del este de Ucrania de 2022, también llamada contraofensiva de Járkov, fue una ofensiva de las Fuerzas Armadas de Ucrania en el territorio ocupado por la Federación de Rusia en Ucrania, que se lanzó el 6 de septiembre de 2022 dentro del marco de la guerra ruso-ucraniana.
Tras el lanzamiento de la contraofensiva del sur de Ucrania a finales de agosto de 2022, las fuerzas ucranianas iniciaron esta contraofensiva simultánea a principios de septiembre en el óblast de Járkov, en el noreste del país, cuyo avance ha llegado hasta las profundidades de las líneas rusas y le ha permitido a Ucrania recuperar cientos de kilómetros cuadrados de territorio. El 10 de septiembre de 2022, el Instituto para el Estudio de la Guerra de los Estados Unidos informó que las fuerzas ucranianas habían capturado aproximadamente dos mil quinientos kilómetros cuadrados en la región de Jarkóv, mientras que Reuters informó que las fuerzas rusas se habían visto obligadas a retirarse de su base en Izium, después de haber sido aisladas por la captura del centro ferroviario clave en Kúpiansk.

## Antecedentes
Si bien las ofensivas rusas llevadas a cabo en los primeros meses que siguieron a la invasión rusa de Ucrania de 2022 dejaron grandes extensiones del óblast de Járkov bajo control ruso, cuya ocupación incluyó los centros logísticos clave de Izium y Kúpiansk, la mayor parte de la región permaneció bajo control ucraniano, desde donde las fuerzas ucranianas detuvieron los avances rusos hacia la ciudad de Járkov, antes de que las contraofensivas de marzo y mayo hicieran retroceder a los rusos.
Luego de esto, analistas militares ucranianos y occidentales creían que Rusia carecía de las fuerzas terrestres para lanzar una nueva ofensiva, y durante los meses siguientes la línea del frente en la región permaneció en gran medida, estática, mientras que la ciudad de Járkov tuvo que permanecer sujeta a bombardeos por parte de las fuerzas rusas, cuyo fin se cree tenía la intención de obligar a Ucrania a mantener fuerzas en la región. Mientras tanto, a fines de agosto y principios de septiembre de 2022, las fuerzas rusas que se encontraban en la región se vieron debilitadas después de que miles de unidades como el 1.° Ejército de Tanques de la Guardia se tuvieran que redesplegar en Jersón, en respuesta a una contraofensiva ucraniana. Sin embargo, según las fuerzas especiales ucranianas, esta contraofensiva tan publicitada fue en realidad una campaña de desinformación, con la intención de lograr ese resultado, al tiempo que disfrazaban los preparativos ucranianos para la contraofensiva en Jarkóv.

## Contraofensiva

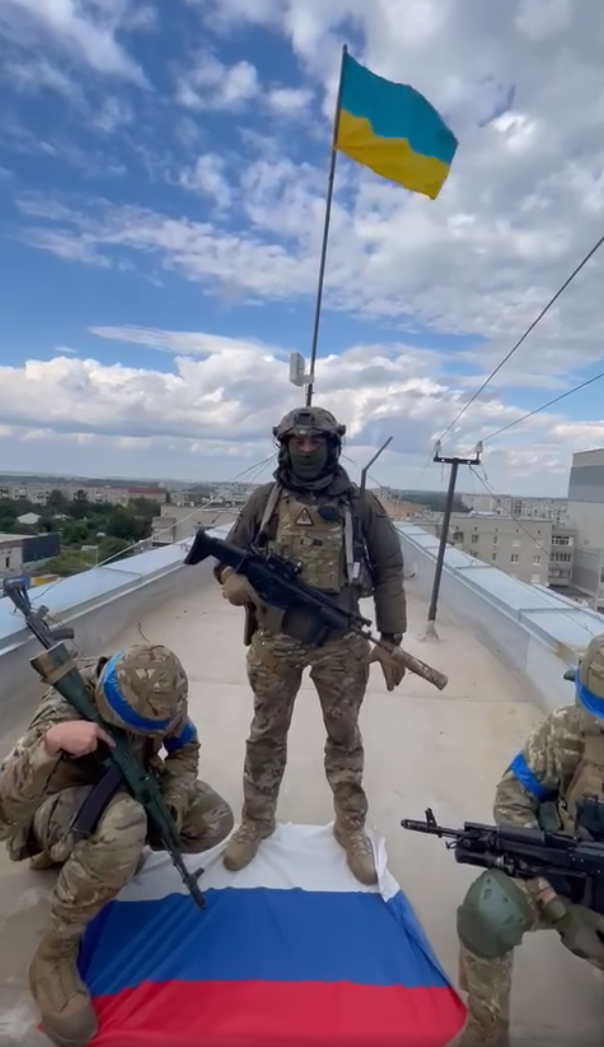
La bandera ucraniana en Balakliia.

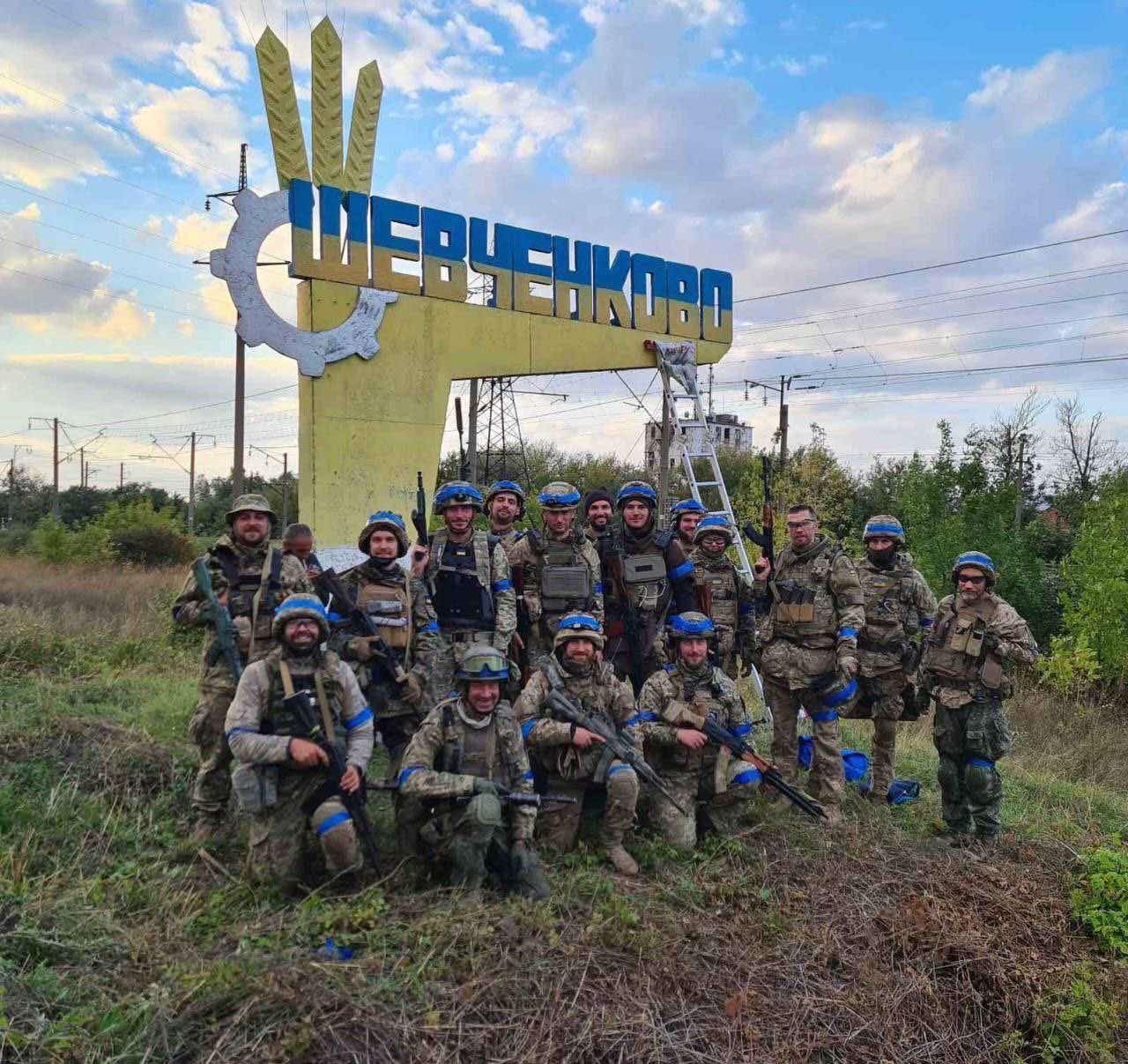
Soldados de las Fuerzas de Defensa Territorial de Ucrania cerca de la señal de entrada a Shevchenkove, repintados de los colores de la bandera rusa a los ucranianos.

El 6 de septiembre de 2022, las Fuerzas Armadas de Ucrania lanzaron una contraofensiva en la región de Járkov, probablemente sorprendiendo a las fuerzas rusas y avanzando hasta al menos veinte kilómetros hacia territorio ocupado por Rusia en Kúpiansk e Izium. Antes del 7 de septiembre, Ucrania había logrado recuperar unos cuatrocientos kilómetros cuadrados de territorio.
El 6 de septiembre, habiendo concentrado sus fuerzas al norte de Balakliia, las tropas ucranianas lanzaron una contraofensiva en el óblast de Járkov, que hizo retroceder a las fuerzas rusas a la orilla izquierda de los ríos Donets y Serednya Balakliika. Varias fuentes rusas informaron que las fuerzas rusas demolieron puentes no especificados en las afueras del este de Balakliia para evitar nuevos avances ucranianos.
Luego, las tropas ucranianas pasaron a la ofensiva en dirección a Balakliia, Shevchenkove, Kupiansk y los distritos de Savyntsi y Kunye, situado al este de Balakliia. Según fuentes rusas en esta línea de contacto, los ucranianos se opusieron en algunas áreas de la línea por fuerzas ligeramente armadas de la Milicia Popular de la República Popular de Donetsk, mientras que fuentes ucranianas dijeron que las fuerzas en esta región eran soldados rusos profesionales, y no reclutas del Donbás.
Al día siguiente, las fuerzas ucranianas habían avanzado unos 20 km en territorio ocupado por Rusia, recapturando aproximadamente 400 km2 y alcanzando posiciones al noreste de Izium. Fuentes rusas afirmaron que este éxito probablemente se debió a la reubicación de las fuerzas rusas en Jersón, en respuesta a la ofensiva ucraniana allí.
Para el 8 de septiembre, las tropas ucranianas habían avanzado cincuenta kilómetros profundamente en las posiciones defensivas rusas al norte de Izium. Unidades de las fuerzas de la Guardia Nacional Rusa perdieron el control de Balakliia, a unos 44 km al noroeste de Izium, aunque Ucrania no estableció el control de la ciudad hasta el 10 de septiembre. Cerca de la ciudad, las fuerzas ucranianas recuperaron la base de almacenamiento de municiones más grande del Centro Dirección de Cohetes y Artillería de las Fuerzas Armadas de Ucrania. Las fuerzas ucranianas también recuperaron control sobre más de veinte asentamientos. El mismo día, los medios ucranianos informaron que un oficial ruso de alto rango había sido capturado por las fuerzas ucranianas en el frente de Járkov. Según las imágenes del hombre, se especuló que era el teniente general Andrei Sychevoi, comandante del distrito militar occidental de las Fuerzas Armadas rusas.
Para el 9 de septiembre, Ucrania había atravesado las líneas rusas, con las Fuerzas Terrestres de Ucrania informando que habían avanzado casi cincuenta kilómetros. Este avance colocó a las fuerzas ucranianas aproximadamente a cuarenta y cuatro kilómetros al noroeste de Izium, donde se encuentra la principal base logística para las fuerzas rusas en la región. Esta acción tuvo una tasa de avance en gran parte no vista desde que Rusia se retiró de la región de Kiev, al comienzo de la guerra. El 10 de septiembre, el Washington Post describió el desempeño ruso como una «derrota impresionante», mientras que un comentarista militar ruso describió a los hechos como la «mayor derrota militar rusa desde 1943». El Instituto para el Estudio de la Guerra evaluó que las fuerzas ucranianas habían capturado aproximadamente dos mil quinientos kilómetros cuadrados en su contraofensiva, mientras que un experto militar dijo que era la primera vez desde la Segunda Guerra Mundial que Rusia había perdido unidades militares completas. Entre tanto, la administración respaldada por Rusia ordenó la evacuación a Rusia de la población de Izium, Kupiansk y Velykyi Burluk. Los residentes locales informaron más tarde que en este punto los soldados rusos en el área comenzaron a huir de las aldeas, dejando atrás sus armas, incluso antes de que llegaran las tropas ucranianas. Más tarde en el día en que las fuerzas ucranianas llegaron a Kupiansk, un centro de tránsito vital en el cruce de varias de las principales líneas ferroviarias que abastecen a las tropas rusas en el frente. El Instituto para el Estudio de la Guerra indicó que Kupiansk probablemente caerá en las próximas setenta y dos horas. En respuesta al avance ucraniano, se enviaron unidades de reserva rusas como refuerzos tanto a Kupiansk como a Izium.
El 10 de septiembre, las fuerzas ucranianas recuperaron Kupiansk e Izium y, según los informes, las fuerzas ucranianas avanzaban hacia Lyman. Un asesor del jefe del consejo regional de Járkov, Natalia Popova, publicó fotos en Facebook de soldados sosteniendo una bandera ucraniana frente al ayuntamiento de Kupiansk . Oficiales de seguridad y policía de Ucrania se trasladaron a los asentamientos recapturados para verificar las identidades de quienes permanecieron bajo la ocupación rusa. Más tarde ese día, el gobernador del óblast de Luhansk, Serhiy Haidai afirmó que los soldados ucranianos habían avanzado hacia las afueras de Lysychansk, mientras que los partisanos ucranianos supuestamente habían logrado capturar partes de Kreminna. Haidai afirmó que las fuerzas rusas habían huido de la ciudad, dejando a Kreminna «prácticamente vacía».
El New York Times dijo que «la caída de la ciudad estratégicamente importante de Izium, en el este de Ucrania, es el golpe más devastador para Rusia desde su humillante retirada de Kyiv». El portavoz del Ministerio de Defensa de Rusia, Igor Konashenkov, respondió a estos desarrollos afirmando que las fuerzas rusas en el área de Balakliia e Izium se «reagruparían» en el área de Donetsk «para lograr los objetivos declarados de la operación militar especial para liberar Donbas». El presidente ucraniano Zelenskyy dijo que «el ejército ruso en estos días está demostrando lo mejor que puede hacer: mostrar su espalda. Y, por supuesto, es una buena decisión que se presenten». Afirmó que Ucrania ha recuperado dos mil kilómetros cuadrados  desde el comienzo de la contraofensiva.
El 11 de septiembre, Newsweek informó que las fuerzas ucranianas habían «penetrado las líneas rusas a una profundidad de hasta setenta kilómetros en algunos lugares y retomado más de tres mil kilómetros cuadrados de territorio desde el 6 de septiembre». Se reportó de que las tropas rusas se habían retirado de Kozacha Lopan y los lugareños habían izado la bandera ucraniana frente al ayuntamiento. Un mapa utilizado en la sesión informativa del Ministerio de Defensa ruso el mismo día confirmó que las fuerzas rusas se habían retirado de Kozacha Lopan, así como Vovchansk y otros asentamientos en la frontera entre Ucrania y Rusia. Velykyi Burluk también fue retomada.

#### Retirada formal de las fuerzas rusas de Járkov
En la tarde del 11 de septiembre, el Ministerio de Defensa de Rusia anunció la retirada formal de las fuerzas rusas de casi todo el óblast de Járkov, anunciando que «estaba en marcha una operación para reducir y transferir tropas».

## Reacciones

### Rusia
El silencio casi absoluto de las autoridades rusas sobre la derrota o cualquier explicación sobre los acontecimientos en el oblast de Jarkóv generó una considerable ira entre algunos comentaristas pro-guerra y nacionalistas rusos en los medios sociales. Algunos pidieron el 11 de septiembre que el presidente Vladímir Putin hiciera cambios inmediatos para asegurar la victoria final en la guerra. Algunos corresponsales militares llamaron a la movilización dentro de Rusia.
Mientras Ucrania llevaba a cabo la contraofensiva, en lugar de hacer comentarios, Vladímir Putin inauguró una noria en el VDNJ de Moscú y celebró el Día de la Ciudad de Moscú. Varios blogueros criticaron a Putin por seguir con las celebraciones, e incluso, varios políticos a favor de la guerra pidieron que fuesen canceladas, entre ellos, Serguéi Mirónov.
El 11 de septiembre, el jefe de Chechenia, Ramzán Kadýrov, declaró en su cuenta de Telegram que «si no se producen cambios en la realización de una operación militar especial hoy o mañana, me veré obligado a dirigirme a los dirigentes del país para explicarles la situación sobre el terreno», y admitió que la campaña en el óblast de Jarkóv no se desarrolló según lo previsto.